# Kadov (Znojmói járás)
Kadov település Csehországban, a Znojmói járásban. Kadov Hostěradice, Petrovice, Miroslav, Miroslavské Knínice és Lesonice településekkel határos. Lakosainak száma 147 fő (2024. január 1.).

## Népesség
A település lakosságának változását az alábbi diagram mutatja:
| Lakosok száma | 426  | 400  | 439  | 301  | 218  | 147  | 140  | 142  | 150  | 147  |
|               | 1869 | 1890 | 1921 | 1950 | 1980 | 2001 | 2017 | 2019 | 2022 | 2024 |